# Grete Reinwald
Grete Reinwald, née Malwina Margarete Reinwald à Stuttgart (Empire allemand) le 25 mai 1902 et morte à Munich (Allemagne) le 24 mai 1983, est une actrice allemande.

## Biographie
Née en 1902 , fille du stucateur de la cour impériale Otto Reinwald, elle a posé enfant, du fait de ses traits doux et séduisants, pour des cartes postales monochromes, peintes à la main et autochromes. Sa sœur Hanni Reinwald (de) et son frère Otto Reinwald (de) ont aussi posés pour des cartes postales et ont été également acteurs y compris pendant leur enfance.
Après avoir débuté au théâtre, elle joue enfant dans des films muets puis, jeune femme, dans de nombreux films tout au long des années 1920. Elle participe à des succès du cinéma allemand de l’entre-deux-guerres, tel Wäsche – Waschen – Wohlergehen (de), est remarquée dans des rôles principaux pour des films tel que Kolonne X (de), de Reinhold Schünzel (« Reinhold Schünzel [...] hat auch das Experiment mit Grete Reinwald, die man lange nicht im Flimmerbild sah und die er mit der weiblichen Hauptrolle betraute, erfolgreich durchgeführt ». (« Reinhold Schünzel [...] a également mené à bien son choix de confier le rôle féminin principal à Grete Reinwald, que l'on n'avait pas vue depuis longtemps aussi étincelante. ») et participe à des films commandité par le régime nazi dans les années 1930 (tel Hans Westmar) et début des années 1940, puis revient dans les années 1950. Elle meurt en 1983.

## Filmographie partielle

### Au cinéma
- 1914 : Ein Sommernachtstraum in unserer Zeit : enfant
- 1916 : Proletardrengen : Nancy
- 1917 : Hvor Sorgerne glemmes
- 1919 : Die Schuld
- 1920 : Kämpfende Gewalten oder Welt ohne Krieg : la femme médecin
- 1923 : Wilhelm Tell : la femme d'Armgard Baumgarten
- 1926 : Die elf Schill'schen Offiziere : la reine Louise
- 1929 : Kolonne X (de) : Irene Mahler
- 1932 : Wäsche – Waschen – Wohlergehen (de)
- 1933 : Hans Westmar : Klara
- 1942 : Un grand amour (Die große Liebe) de Rolf Hansen : la mère dans l'abri
- 1943 : Gefährlicher Frühling
- 1950 : Wer bist du, den ich liebe?
- 1952 : Gefangene Seele
- 1952 : Au revoir, mon amour : l'infirmière
- 1953 : Der Kaplan von San Lorenzo (en) : Tami
- 1957 : Die Prinzessin von St. Wolfgang